# Зигмунд фон Шварценберг
Зигмунд фон Шварценберг (на немски: Sigmund von Schwarzenberg; Sigmund I zu Schwarzenberg-Hohenlandsberg; * 1402/1430; † 3 юли 1502, Ансбах) е фрайхер и господар на Шварценберг-Хоенландсберг.

## Произход и смърт
Той е син на фрайхер Еркингер I фон Шварценберг (* 1362; † 11 декември 1437, манастир Астхайм), господар и фрайхер на Зайнсхайм и на Шварценберг и втората му съпруга Барбара фон Абенсберг († 2 ноември 1448), дъщеря на Йобст фон Абенсберг († 1428) и Агнес фон Шаунберг († 1412). Брат е на Еркингер фон Зайнсхайм († 26 септември 1503, Астхеим), свещеник в Шайнфелд, Улрих фон Зайнсхайм († 1456), тевтонски рицар, фрайхер Йохан I фон Шварценберг († 16 май 1460, убит в битката при Гинген) и полубрат на Михаел I фон Зайнсхайм, господар на Шварценберг-Стефансберг († 19 март 1469).
Зигмунд фон Шварценберг умира на 3 юли 1502 г. в Ансбах и е погребан в гробницата на фамилията в манастир Астхайм, където са погребани родителите му.

## Фамилия
Първи брак: с Маргарета фон Дюрванген († 2 май 1459). Бракът е бездетен.
Втори брак: през 1461 г. с Ева фон Ербах (* пр. 1461; † 11 януари 1489), внучка на шенк Еберхард X фон Ербах († 1418), дъщеря на Ото Шенк фон Ербах († 28 март 1468) и Амелия фон Вертхайм († сл. 1442), дъщеря на граф Михаел I фон Вертхайм († 1440). Те имат две деца:
- Йохан фон Шварценберг (* 25 декември 1463; † 21 октомври 1528, Нюрнберг), писател, фрайхер и господар на Шварценберг-Хоенландсберг-Васендорф, женен на 24 август 1485 г. за графиня Кунигунда фон Ринек (1469 – 1502)
- Кунигунда фон Шварценберг-Хоенландсберг († сл. 1473), омъжена за Йохан фон Шлайнитц